# Nuh

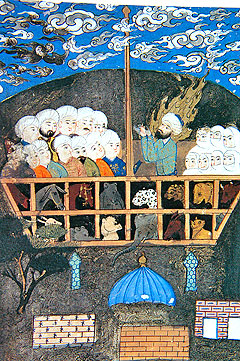
Muslimsk miniatyr, före 1200-talet

Nuh (arabiska: Nūḥ, نوح) är en profet inom islam. Nuh, som är den arabiska namnformen av Bibelns Noa, nämns på många olika ställen i Koranen. Han är mest känd för sitt bygge av arken vid syndafloden, men först och främst var han en tidig förkunnare av monoteism. Enligt islamisk tradition var det just hans trohet till Gud som gjorde att han blev utvald till att bygga arken som möjliggjorde fortsatt liv på jorden. Till skillnad från kristna och judiska traditioner, som säger att syndafloden på Nuhs tid drabbade hela jorden, finns det olika uppfattningar inom islam om dess omfattning var global eller inte.
Den sjuttioförsta suran i Koranen är uppkallad efter Nuh.